# Perdikkas
Pour les articles homonymes, voir Perdiccas.

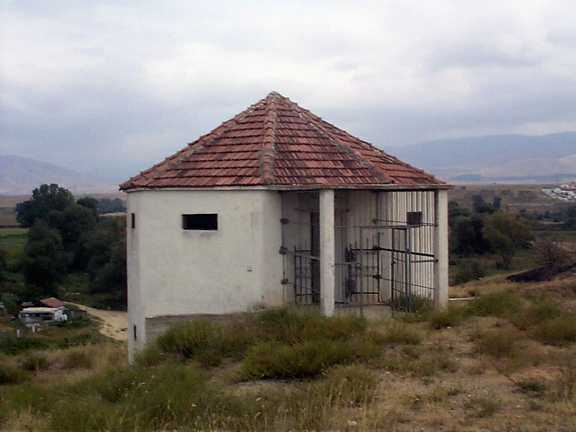

Perdikkas, ou Perdikas, est un village du dème Éordée (ancienne province du même nom), en Grèce, à environ 4 km au nord de Ptolemaïda, et 33 km de Kozani, en Macédoine-Occidentale. On y a mis au jour un squelette fossile quasi complet de Mammouth méridional, accompagné d'outils lithiques préhistoriques, qui pourrait dater du Pléistocène inférieur.

## Dénomination
Le village a été renommé en 1927 en l'honneur du général macédonien et diadoque Perdiccas. Il portait auparavant le nom turc de Ναλμπάνκιοϊ (Nalbanköy).

## Mammouth de Perdikkas

### Historique
En 1977, Isaak Pandelidis, propriétaire d'une carrière de sable à 1 km de Perdikkas, sur la route de Pentavryssos, découvre une quantité importante d'os dans une couche de gros sable. Le paléoanthropologue grec Aris Poulianos a conduit la campagne de fouilles.

### Description
Le mammouth de Perdikkas se trouvait dans la 9e couche stratigraphique. D'après ses mensurations et sa dentition, c'était un Mammouth méridional (Mammuthus meridionalis), d'environ 5 m de longueur et 4 m de hauteur. Le squelette est quasi complet mais les ossements ont été trouvés en désordre, ce qui montre que le mammouth a fait l'objet d'un dépeçage, sans que l'on puisse déterminer s'il s'agissait de chasse ou de charognage. Les deux défenses manquaient, ayant été prélevées après sa mort. La 7e couche, plus récente, a fait l'objet d'une datation controversée publiée en 1981. Le squelette fossile pourrait dater du Pléistocène inférieur.

### Vestiges lithiques
Environ 30 outils de type Oldowayen ont été trouvés parmi les os de l'éléphant, principalement dans la région de la cage thoracique. Ces outils incluaient deux couteaux de quartz dont la source la plus proche est distante d'au moins 10 km. Deux outils en os se trouvaient également dans l'orbite gauche de l'éléphant. L'un d'eux provenait d'une fibula de Pliohippus, une espèce chevaline disparue.

### Conservation
Un petit bâtiment orthogonal a été bâti en 1979 à l'endroit de la découverte, dénommé Musée anthropologique de Perdikkas, abritant le squelette de mammouth.